# Zofia Dorota Wittelsbach
Zofia Dorota Wittelsbach (ur. 14 października 1630 w Hadze, zm. 8 czerwca 1714 w Hanowerze) – księżniczka Palatynatu Reńskiego, elektorowa Hanoweru.

## Życiorys
Była dwunastym dzieckiem Fryderyka V, „Zimowego króla” i Elżbiety Stuart, księżniczki szkockiej. Jej dziadkami byli elektor Palatynatu Reńskiego Fryderyk IV Wittelsbach i Luiza Julianna Orańska oraz król Anglii Jakub I Stuart i Anna Oldenburg. Jej brat Karol Ludwik Wittelsbach został elektorem Palatynatu Reńskiego, dwaj bracia Rupert Reński i Maurycy Wittelsbach brali udział w angielskiej wojnie domowej.
Planowano jej ślub z królem Anglii Karolem II, gdy do tego nie doszło, zamieszkała w Heidelbergu, gdzie opiekowała się dziećmi swojego brata Karola Ludwika, Karolem i Elżbietą.
30 września 1658 wyszła za mąż za Ernesta Augusta Hanowerskiego, księcia Brunszwiku-Lüneburga. Para miała siódemkę dzieci:
- Jerzy Ludwik (1660–1727), elektor Hanoweru, król Wielkiej Brytanii,
- Fryderyk August (1661–1691),
- Maksymilian Wilhelm (1666–1726),
- Zofia Charlotta (1668–1705), od 1684 żona Fryderyka I, króla Prus,
- Karol Filip (1669–1690),
- Chrystian Henryk (1671–1703),
- Ernest August (1674–1728), książę Yorku i Albany.

W 1692 roku, na mocy decyzji cesarza Leopolda I książę Brunszwiku-Lüneburga został elektorem Hanoweru i otrzymał tytuł arcychorążego Rzeszy. Od tego momentu Zofia była elektorową Hanoweru.
Przez całe swoje życie Zofia uważała się za Angielkę, o czym może świadczyć fakt, że chociaż władała pięcioma językami, najczęściej posługiwała się językiem angielskim i otaczała się Anglikami. Nie jest więc jasne, dlaczego jej syn nie znał tego języka.
W 1701 roku Parlament Angielski uchwalił Act of Settlement. Na mocy tej ustawy tron angielski mieli dziedziczyć potomkowie Zofii, która była wnuczką króla Jakuba I. Sama Zofia mogła także odziedziczyć tron angielski, zmarła jednak dwa miesiące przed Anną Stuart, królową Wielkiej Brytanii. Królem został jej syn Jerzy Ludwik. Od tego czasu do 2013 roku grono tych, kto może dziedziczyć brytyjski tron, jest ograniczone do potomków Zofii w linii prostej.